# Свободная чеканка
Свободная чеканка — система чеканки полновесных монет, при которой государство обязуется принимать для чеканки на своих монетных дворах валютный металл (серебро, золото) в неограниченном количестве от любого лица, изъявившего об этом желание, в одних случаях удерживая с него некоторую сумму за чеканку (Франция, Германия), в других — беря все расходы по чеканке на себя (Великобритания, Российская империя). 
Противоположностью свободной чеканки является закрытая или блокированная чеканка, при которой  государство само устанавливает количество подлежащих выпуску в обращение монет. Такая система обеспечивает получение монетного дохода (сеньоража) только государством.
В отношении неполноценных билонных монет свободная чеканка никогда не применялась, так как покупательная способность таких монет превышает стоимость содержащегося в них металла; они являются фиатными деньгами, обращение которых обеспечивается лишь тем, что их как законное платёжное средство выпускает государство.